# Stranger in Town
Stranger in Town är ett musikalbum av Bob Seger & the Silver Bullet Band som utgavs i maj 1978 på Capitol Records. Albumet följde upp den stora framgången med skivan Night Moves och även det här albumet blev framgångsrikt. "Still the Same", "Hollywood Nights" och "Old Time Rock and Roll" släpptes som singlar från albumet, varav "Still the Same" blev den största hitsingeln.

## Låtlista
1. "Hollywood Nights"
2. "Still the Same"
3. "Old Time Rock and Roll"
4. "Till it Shines"
5. "Feel Like a Number"
6. "Ain't Got No Money"
7. "We've Got Tonight"
8. "Brave Strangers"
9. "The Famous Final Scene"

## Listplaceringar
| Lista (1978-1979) | Position             |
| ----------------- | -------------------- |
| Finland           | 27                   |
| Frankrike         | 14                   |
| Kanada            | 5 (RPM)              |
| Nya Zeeland       | 4                    |
| Storbritannien    | 31 (UK Albums Chart) |
| Sverige           | 45 (Topplistan)      |
| USA               | 4 (Billboard 200)    |
| Västtyskland      | 28                   |